# Balthasar Behem

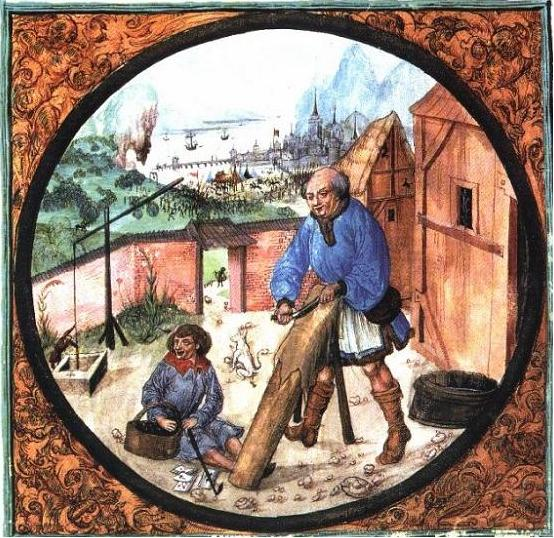
Balthasar Behem Codex Tanner

Balthasar Behem (* um 1450 in Krakau; † 1508 ebenda) war ein Stadtschreiber und Kunstmäzen in Krakau.
Balthasar Behem war Sohn von Lorenz Behem und Barbara Behem. Sein Vater erlangte 1451 das Bürgerrecht in Krakau. Balthasar Behem begann 1473 ein Studium an der Krakauer Akademie. 1488 trat er in das städtische Notartiat ein, das er von 1490 bis zu seinem Tod leitete. Er beteiligte sich an der Krakauer Buchdruckereien des Schweipolt Fiol und des Bernarda Jekel aus Küssnacht sowie an dem Buchhandel des Hans Klemens aus Liegnitz und kam so zu einem stattlichen Vermögen. 1505 stiftete er den nach ihm benannten Balthasar-Behem-Kodex, den er dem Stadtrat von Krakau stiftete.